# Stora Hedningen
Stora Hedningen är en sjö i Gnesta kommun i Södermanland och ingår i Trosaåns huvudavrinningsområde. Sjön är 3,5 meter djup, har en yta på 0,027 kvadratkilometer och befinner sig 46 meter över havet.